# The King's Consort
The King's Consort è un consort britannico fondato nel 1980 dal direttore d'orchestra e clavicembalista Robert King.

## Storia
L'ensemble ha un gruppo corale chiamato Choir of The King's Consort. I due complessi hanno alle spalle oltre 90 registrazioni discografiche, per la maggior parte con l'etichetta Hyperion, ed hanno venduto oltre un milione di dischi.
Il loro repertorio riguarda essenzialmente la musica barocca. L'ensemble è stato basato a Londra alla Wigmore Hall dal 1987 al 2005. Oggi si esibisce nella grande Cadogan Hall per le esecuzioni che richiedono l'impiego di entrambe le formazioni. L'ensemble ha eseguito spesso i Promenad Concerts compresi The Coronation of King George II, un programma speciale per il giubileo della regina Elisabetta II d'Inghilterra nel 2002,  il Vespro della Beata Vergine di Claudio Monteverdi nel 2004 e la Requiem Mass di Franz Joseph Haydn nel 2006.
Esecuzioni del King's Consort Choir appaiono nelle colonne sonore di diversi film fra i quali si possono citare: The Chronicles of Narnia: The Lion, the Witch and the Wardrobe, Kingdom of Heaven, Pirates of the Caribbean: Dead Man's Chest e The Da Vinci Code.

## Discografia parziale
- Handel: The Choice of Hercules (Susan Gritton, Robin Blaze, Alice Coote, Charles Daniels, The King's Consort, direttore Robert King) Hyperion 67298
- Purcell: The Complete Odes and Welcome Songs Volumes 1-8 (Mark Kennedy, Eamonn O'Dwyer, James Goodman, Susan Gritton, James Bowman, Nigel Short, Rogers Covey-Crump, Charles Daniels, Michael George, Choir of New College Oxford, The King's Consort, dirige Robert King) Hyperion 44031/8
- Vivaldi: The Complete Sacred Music (Lynton Atkinson, Susan Gritton, Catherine Denley, Lisa Milne, David Wilson-Johnson, Deborah York, James Bowman, Catrin Wyn-Davies, Charles Daniels, Neal Davies, Ann Murray, The King's Consort, dirige Robert King) Hyperion 44171
- Monteverdi: Sacred Music Volumes 1-4 (Rogers Covey-Crump, Charles Daniels, Peter Harvey, Rebecca Outram, Carolyn Sampson, James Gilchrist, The King's Consort, dirige Robert King) Hyperion 67428, 67438, 67487, 67519
- Bach: Mass in B Minor (Matthias Ritter, Manuel Mrasek, Matthias Schloderer, Maximilian Fraas, Anthony Rolfe Johnson, Michael George, Tölz Boys Choir, The King's Consort, dirige Robert King) Hyperion 22051